# Shriners

Shriners International embleem

De Shriners, of voluit The Ancient Arabic Order of the Nobles of the Mystic Shrine, is een para-maçonnieke non-profitorganisatie die voortkomt uit de Amerikaanse vrijmetselarij. Hun motto is: "Een glimlach van een kind maakt het allemaal de moeite waard". De orde werd in 1871 opgericht door de arts Walter M. Fleming en de acteur William I. Florence uit New York. De Shriners beschrijven zichzelf als een broederschap gebaseerd op vriendschap, vreugde en de vrijmetselaarsprincipes van broederliefde, zorgzaamheid en waarheid.
Het hoofdkantoor is gevestigd in Tampa (Florida) en er zijn meer dan 200 chapters in negen landen, met een wereldwijd lidmaatschap van bijna 200.000 "Shriners". Een loge van de Shriners wordt Oasis (oase) genoemd; in Nederland was van 1982 tot ca. 1998 in Amsterdam de Oasis 'Amsterdam' gevestigd.
De organisatie staat bekend om haar kleurrijke Midden-Oosterse thema's, uitgebreide deelname aan parades en festivals en het Shriners Children's netwerk van non-profit pediatrische medische faciliteiten.